# جيراردو برنارد
جيراردو برنارد (بالإيطالية: Gerardo Bernard)‏ (28 مارس 1921 ترييستي مملكة إيطاليا - ) هو لاعب كرة قدم إيطالي، يلعب كمهاجم، لعب 132 مباراة وسجل 29 هدف.

## مسيرته

### مسيرته مع الأندية
- 1941 - 1942 لعب مع نادي سيينا 5 مباريات.
- 1946 - 1948 لعب مع نادي تريستينا 35 مباراة سجل خلالها 3 أهداف.
- 1951 - 1954 لعب مع نادي إمبولي 85 مباراة سجل خلالها 25 هدف.
- 1954 - 1955 لعب مع نادي سبال 7 مباريات سجل خلالها هدف.